# کارلوس اسپیدرو
کارلوس اسپیدرو (اسپانیایی: Carlos Spadaro‎؛ ۵ فوریهٔ ۱۹۰۲ – ۱۵ نوامبر ۱۹۸۵) یک بازیکن فوتبال اهل آرژانتین بود.
وی همچنین در تیم ملی فوتبال آرژانتین بازی کرده‌است.